# Marc Didden
Marc Didden (Hamont, 28 de juliol de 1949) és un director de cinema, guionista, periodista de rock, professor, publicista i columnista belga

## Biografia
Quan tenia dos anys, la seva família es va traslladar a Brussel·les. Després dels seus anys de batxillerat grec-llatí, primer al Sint-Jan Berchmanscollege i més tard al Royal Athenaeum d'Etterbeek, Marc Didden va estudiar Dramatúrgia i Direcció a RITCS. Es va graduar amb una tesi sobre el teatre d'Hugo Claus i una direcció de l'adaptació de Claus de The Revenger's Tragedy de Cyriel Tourneur. Més tard acabaria en el món del cinema per una ruta tortuosa des del periodisme.
A la dècada de 1970 va ser principalment actiu com a periodista i crític musical a la revista setmanal Humo i va entrevistar nombrosos artistes internacionals de rock.
Entre 1983 i 1992 va fer quatre pel·lícules a partir dels seus propis guions: Brussels by Night, Istanbul, Sailors don't cry i Mannen maken plannen. També va col·laborar en altres pel·lícules com a guionista i actor. Per exemple, va coescriure les pel·lícules "Crazy Love" i "Hombres Complicados" amb el director Dominique Deruddere. Moltes d'aquestes pel·lícules van guanyar premis nacionals i internacionals, inclòs el Festival de Cinema de Sant Sebastià.
Didden també va rodar un documental sobre l'obesitat per a Canvas: "Dikke Vrienden".
Per a VTM va escriure la sèrie De Kavijaks (director: Stijn Coninx), De Koning Van De Wereld (director: Guido Henderickx): va lliurar el guió de la VRT (Eén) De Smaak Van De Keyser (dirigida per Frank Van Passel i Jan Matthys), una de les sèries de televisió més premiades de la història de la radiodifusió pública flamenca.
Marc Didden va publicar, entre altres coses, dues col·leccions d'entrevistes de premsa Enkele Interviews i May I Quest You An Askion ?, un manual de guió Over De Noodzakelijkheid Van Zitvlees, una selecció de les seves columnes per a De Morgen Het Verdriet Van De Mediawatcher, un llarg assaig sobre Hugo Claus (Een Hommage) i, com a expert de Brussel·les, una sèrie d'històries personals sobre la capital, "Een Gehucht In Een Moeras".

## Filmografia
- Brussels by Night (1983);
- Istanbul (1985);
- Sailors Don't Cry (1988);
- Mannen maken plannen (1993);
- Cheb (curtmetratge)
- Bruxelles mon amour (2001, coregisseur).